# Sitariá (ort i Grekland, Västra Makedonien)
Sitariá (Sitaria, Rosna) är en ort i Grekland.   Den ligger i prefekturen Nomós Florínis och regionen Västra Makedonien, i den norra delen av landet, 400 km nordväst om huvudstaden Aten. Sitariá ligger 634 meter över havet och antalet invånare är 718.
Terrängen runt Sitariá är platt åt nordväst, men åt sydost är den kuperad. Runt Sitariá är det ganska glesbefolkat, med 25 invånare per kvadratkilometer. Närmaste större samhälle är Florina, 11,2 km väster om Sitariá. Trakten runt Sitariá består till största delen av jordbruksmark.